# 岩田一男
岩田 一男（いわた かずお、1910年4月23日 - 1977年12月7日）は、日本の英語学者、英文学者。ロバート・ルイス・スティーヴンソン研究の日本における第一人者で、スティーヴンソン・クラブの日本人唯一の会員。

## 経歴
横浜生まれ。神奈川県立横浜第三中学校卒業。1932年（昭和7年）、東京外国語学校英語部文科卒業。横浜高等女学校（現横浜学園高等学校）教諭、小樽高等商業学校（現小樽商科大学）教授を経て、1943年（昭和18年）に東京商科大学（現一橋大学）講師、翌年に教授。1971年（昭和46年）に定年を前に退職。一橋文芸顧問を務めた。
横浜高等女学校では中島敦の同僚で、中島の「光と風と夢」に対するスティーヴンソンの手紙の影響を論じたりしている。
1961年（昭和36年）8月に発売された著書『英語に強くなる本』は、中学生程度の英語力があれば難しい単語も文法も考えずに英会話がマスターできるとの触れ込みで、わずか1ヶ月で25万部、12月までに130万部を超える大ベストセラーになった。他に『英単語記憶術』や『英作文の基本研究』等の著書がある。
またテレビやラジオで英語講座を約20年間担当した。

## 著作
- 『英作文 基礎と応用』評論社 1952
- 『英語客観テスト 考え方と解き方』三省堂出版 1954
- 『英文解釈の要領 大学受験本位』旺文社 1954
- 『自習医学英語』中央医書出版社 1956
- 『英作文の基本文型1001題』三省堂出版 1956
- 『大学入試英作文一日一題』研究社出版 1956
- 『新英文法』三省堂 1958
- 『公式中心英作文の基礎』評論社 1958
- 『基本動詞の整理と活用』研究社出版 1959
- 『英語に強くなる本 教室では学べない秘法の公開』光文社カッパ・ブックス、1961
  - 『英語に強くなる本 教室では学べない秘法の公開』筑摩書房〈ちくま文庫〉、2014、ISBN 978-4480431813
- 『らくに使える英語らしい表現400』日本語教育協会 1961
- 『新英語入門』講談社 1962
- 『ニュー・アイディア英作文』評論社 1963
- 『新英作文』三省堂 1963
- 『英語長文問題の早く正しい解き方』三省堂 1963
- 『カード英単語』評論社 1966
- 『カード慣用句』評論社 1966
- 『英単語記憶術 語源による必須6,000語の征服』光文社カッパ・ブックス 1967
  - 『英単語記憶術 語源による必須6000語の征服』筑摩書房〈ちくま文庫〉、2014、ISBN 978-4480432353
- 『英文解釈』評論社 1967
- 『キュート英文解釈』三省堂 1967
- 『英単語クロスワード 綴りと意味を、正確に覚える本』光文社カッパ・ブックス 1968
- 『英絵(えいえ)辞典 目から覚える6,000単語』光文社カッパ・ブックス 1968
  - 『英絵辞典 目から覚える6000単語』イラスト：真鍋博、筑摩書房〈ちくま文庫〉、2017、ISBN 978-4480434425
- 『ゆかいななぞなぞで英語につよくなる』講談社 1969
- 『英熟語記憶術 重要5,000熟語の体系的征服』光文社カッパ・ブックス 1969
  - 『英熟語記憶術 重要5000熟語の体系的征服』筑摩書房〈ちくま文庫〉、2015、ISBN 978-4480432797
- 『英語設問問題』評論社 1969
- 『英語・一日一言 365名句があなたの語学力を倍増する』祥伝社ノン・ブック 1970
- 『英文法Q&A 220のルールによる体系的征服』光文社カッパ・ブックス 1970
- 『英語・世界名言集 人生の指針、語学の基礎100名句』祥伝社ノン・ブック 1971
- 『たのしく身につく英語力』実業之日本社・新書 1971
- 『単語を知らずに英語のわかる本』ごま書房ゴマブックス 1972
- 『英作文の基本』研究社出版 1972
- 『英文法 文法体系による基本練習950題』評論社 1972
- 『英文解釈2 英語中級問題の徹底的練習224題』評論社 1972
- 『4才からのたのしい英語』ブックマン社 1973
- 『活用・英語の諺230 英語力アップ 英語常識としての諺・名言・名句集』吾妻書房 1973
- 『小学生のたのしい英語』ブックマン社 1974
- 『17の英語でこんなに話せる 基本動詞活用小辞典』日本英語教育協会 1975
- 『早覚え英文法スピードテスト』吾妻書房 1975
- 『最新入試英語 口語の時代が来た』光文社カッパ・ブックス 1976
- 『英語口語文問題の正解法』三省堂 1976
- 『英語早覚え公式440 岩田一男式 吾妻書房 1976
- 『英語頭脳 ごま書房ゴマブックス 1977
- 『英語小説・随筆問題の正解法 三省堂 1977
- 『英語論述文問題の正解法 三省堂 1977
- 『岩田一男の英語クリニック 生きた英語へのヒント170』英潮社 1978

### 共著
- 『Grammar and composition : active English』小川芳男,Stanley H Griggs共著 1－2　光書房 1949
- 『醫科英文の解釋』渡辺良孝、菊地剛共著 中央医書出版社 1956
- 『英文法の研究（改訂版）』古瀬良則共著　旺文社 1959（元は古瀬良則の単著の改訂版）
- 『英文解釈の研究』古瀬良則共著　旺文社 1959
- 『もうチョットで英語は話せる 米国ミシガン大学言語学+日本の「強くなる」教授法』H.シヤフスマ共著 光文社カッパ・ブックス 1963
- 『日本が話題の米会話』藤田正明共著 田中書店 1965
- 『英作文の研究』古瀬良則共著　旺文社 1965
- 『受験革命論述式入門 採点者はどこをチェックするか』分銅惇作、吉岡力共著 祥伝社ノン・ブック 1972
- 『Revised Iwata's English composition』John C. Lewis共著 1 第一学習社 1978

## 翻訳
- 三色の雪（イーサン・フローム）イーディス・ヴォートン 大学書林 1949
- スペイン剣侠尼僧譚 ド・クィンシー トッパン 1949
- 空中漂流記 ウィリアム・ペーヌ・デュ・ボア トッパン 1950
- アシモフ選集 歴史編 第4 ローマ帝国 共立出版 1969
- アシモフ選集 歴史編 第10　英単語の歴史 共立出版 1970
- 英語ユーモア辞典 Evan Esar編 研究社出版 1976